# Guds rike
Guds rike (grekiska: Βασιλεία τοῦ Θεοῦ, Basileia tou Theou) är ett vanligt uttryck från Nya Testamentet som syftar på den kristna rörelsen, evangeliet (i betydelsen ”budskapet om frälsningen”) och det nya förbundet mellan Gud och människa genom Jesus Kristus.
Uttrycket används främst av Jesus men finns också i bland annat Apostlagärningarna och i flera av Paulus brev.

## Andligt rike
I till exempel Lukasevangeliet 17:20 och Johannesevangeliet 18:36 förklarar Jesus att Guds rike inte är någon stat eller nation, såsom det fria Israel judarna väntade sig att Messias skulle upprätta, utan någonting som finns "mitt ibland er" och som inte är "av denna världen". Bland teologer diskuteras dock om översättningen "mitt ibland er" är den bästa eller om det hellre bör heta "invärtes i er" eller liknande. Oenigheten beror på att prepositionen i grundtexten verkligen kan ha flera betydelsenyanser rent språkligt men troligen också på att översättarna har något olika syn på vad Jesus vid tidpunkten för utsagan menade om sin egen messianska roll. 
Uttrycket syftar i stället på ett andligt rike som man får medborgarskap i genom tro och andlig pånyttfödelse (Joh. 3:5). I detta rike är maktpositionerna omvända, och den störste de andras tjänare (Matteusevangeliet 20:26, 23:11, Markusevangeliet 10:43). 

## Redan här men ännu inte
Jesus betonar flera gånger (bland annat i Mark. 1:15 och Luk. 10:9-11) att Guds rike redan är här och de under som Jesus och hans efterföljare gjorde ses som manifestationer av det. Men Jesus talar också om Guds rike som något som skall komma (till exempel i Mark. 14:23-25). Riket kommer i sin fullhet först när Jesus kommer tillbaka (se Kristi återkomst), och skapelsen återställs till Guds syfte.
Jesus säger däremot i Luk 17:20: "Och då han blev tillfrågad av fariséerna när Guds rike skulle komma, svarade han dem och sade: ”Guds rike kommer icke på sådant sätt att det kan förnimmas med ögonen, ej heller skall man kunna säga: ’Se här är det’, eller: ’Där är det’. Ty se, Guds rike är invärtes i eder.” (Citerat från: 1917 års översättning, (Sweden: Vision Data Systems) 1997.)